# Кринии
Криниите (Crinia) са род земноводни от семейство Австралийски жаби (Myobatrachidae).
Таксонът е описан за пръв път от швейцарския естественик Йохан Якоб фон Чуди през 1838 година.

## Видове
- Crinia bilingua
- Crinia deserticola
- Crinia fimbriata
- Crinia flindersensis
- Crinia georgiana
- Crinia glauerti
- Crinia haswelli
- Crinia insignifera
- Crinia leai
- Crinia nimba
- Crinia nimbus
- Crinia parinsignifera
- Crinia pseudinsignifera
- Crinia remota
- Crinia riparia
- Crinia signifera
- Crinia sloanei
- Crinia subinsignifera
- Crinia tasmaniensis
- Crinia tinnula